# George of the Jungle
George of the Jungle (tựa tiếng Việt: George của rừng xanh) là một bộ phim hài hước - tình cảm - tâm lý Mỹ của đạo diễn Sam Weisman thực hiện, được phát hành vào năm 1997. Phim có sự tham gia của diễn viên Brendan Fraser, Leslie Mann, Thomas Haden Church, John Bennett Perry, Holland Taylor và John Cleese.
Phần tiếp theo của bộ phim có tựa đề George of the Jungle 2 đã được phát hành vào năm 2003.

## Nội dung
Một chiếc máy bay đang bay thì bị rơi xuống rừng già Châu Phi, tất cả mọi người trên máy bay đều chết hết, đứa bé sơ sinh George là người duy nhất còn sống sót và được một số động vật đem về nuôi đến khôn lớn. Hơn 25 năm sau, George trở thành vua của rừng xanh, anh thích leo trèo và đu dây. Bạn thân của George gồm có khỉ đột biết nói chuyện tên Ape, chú chim toucan Tookie, chú khỉ mũ Little Monkey và chú voi Shep.
Một ngày kia, cô nàng tiểu thư tên Ursula Stanhope từ Mỹ đến châu Phi để tham quan khu rừng già. Cô đi cùng vị hôn phu Lyle, nhóm người dẫn đường bản xứ, trong đó còn có hai gã săn trộm Max và Thor. Lyle bỏ mặc Ursula trong lúc cô bị sư tử tấn công, George xuất hiện kịp thời cứu mạng Ursula, nhân tiện đưa cô về ngôi nhà trên cây của anh. Lyle về chỗ cắm trại để nhờ nhóm người dẫn đường giúp đỡ tìm kiếm Ursula. Lúc đó ở nhà George, Ape làm đồ ăn cho Ursula ăn, George cũng trò chuyện vui vẻ với cô. George giới thiệu các bạn động vật của mình với Ursula, tối hôm đó anh còn nhảy múa quanh đống lửa cho cô xem. Lyle tìm ra được chỗ ở của George và rút súng bắn George vì tưởng rằng George bắt cóc Ursula.
Sau đó Lyle bị cảnh sát bắt vào tù, còn Ursula đưa George đang bị thương về Mỹ để chăm sóc. Đến thành phố San Francisco, George rất bất ngờ vì thấy nơi này quá đẹp, có nhiều thứ thú vị so với khu rừng anh sống. George ung dung đi khám phá khắp thành phố mà không cần Ursula đi theo hướng dẫn. Giờ đây Ursula đã nảy sinh tình cảm với George, cô nói thẳng với bố mẹ rằng cô không còn muốn cưới Lyle nữa. Nghe câu nói của Ursula, bà Beatrice Stanhope liền đe dọa George rằng sẽ trừng trị anh nếu anh không tránh xa Ursula, vì bà Beatrice không muốn Ursula yêu một người rừng như George. Ở châu Phi, hai gã săn trộm Max và Thor lên kế hoạch bắt Ape vì chúng phát hiện ra Ape có thể nói chuyện. Trước khi bị bắt thì Ape kêu chú chim Tookie bay qua Mỹ gọi George về.
George hay tin liền trở về châu Phi để cứu Ape. Thấy Ape đang bị nhốt trong lồng nên George lao vào đánh Max và Thor. Chú khỉ Little Monkey, chú voi Shep và Ursula cũng hỗ trợ George. Lyle xuất hiện đột ngột sau khi được thả ra tù, hắn dẫn Ursula đi rồi cho một nhóm lính đánh thuê bắt trói George. Tuy nhiên vài người bạn khỉ đột khác đã giải cứu George. George phát hiện Lyle và Ursula đang chèo xuồng trên dòng suối nước đang chảy xiết, anh liền thực hiện một cú đu dây lớn nhất trong lịch sử rừng xanh và cứu được Ursula, bỏ mặc Lyle ở lại dòng suối. George và Ursula thổ lộ tình cảm, vài ngày sau thì cả hai làm đám cưới, họ sinh được một đứa con trai. Còn khỉ đột Ape đã đến sống tại Las Vegas, về sau trở thành ca sĩ nổi tiếng nơi đây.

## Diễn viên
- Brendan Fraser vai George
- Leslie Mann vai Ursula Stanhope
- Thomas Haden Church vai Lyle van de Groot
- John Bennett Perry vai Arthur Stanhope
- Holland Taylor vai Beatrice Stanhope
- Richard Roundtree vai Ông Kwame
- Greg Cruttwell vai Max
- Abraham Benrubi vai Thor
- Kelly Miller vai Betsy
- Abdoulaye N'Gom vai Kip
- Michael Chinyamurindi vai N'Dugo
- Lydell M. Cheshier vai Baleto
- John Cleese vai Khỉ đột Ape (lồng tiếng)
- Keith Scott vai Người dẫn chuyện